# Musik i Botswana
Musiken i Botswana är en del av alla olika kulturer som finns i landet. Körsång är en stor del av skolsystemet, och sysselsätter en stor del av den unga befolkningen. Jazz är den vanligaste musikformen. Den mesta musiken inspireras av länder i Europa, av Sydafrika och av USA. Utöver jazzen är pop, hiphop och folkmusik vanliga genrer. En populär musikgenre är gumba-gumba, en moderniserad jazzinspirerad blandning av musik från zulu- och tswanafolken. Folkmusik är vanligt. Kwasa kwasa är en afrikansk version av rumba som är populär i landet.
Tswana-ordet gobina används i Botswana om både musik och dans, och man gör ingen skillnad mellan de båda. Tswanafolket är känt för flöjtgrupper som använder sig av så kallad "hocket"-teknik, det vill säga att varje musiker bara spelar en enda ton, och att man genom att spela i en bestämd turordning skapar melodin. Endast män tillåts delta i sådana grupper.
Varje år hålls folkmusikfestivalen National Music Eisteddfod i Selebi-Phikwe.

## Folkmusik
Den botswanska folkmusiken inkluderar olika genrer som huru, phathisi, tsutsube, mokomoto, borankana, ndazola, selete, chesa och setapa. Trummor är ovanligt i de genrerna, men stränginstrument är desto vanligare. Folkmusiken är vanligast bland tswana-folket, som använder många olika stränginstrument men inga trummor. Viktiga instrument är bland andra segankure (även kallad segaba) och setinkane. Gitarr har blivit alt vanligare, och ersatte i början fioler som segaba, på grund av att gitarrens strängar ger en bättre rytm. Handklappning används som instrument när instrument inte finns närvarande. Folkmusiken bekämpades när Botswana koloniserades, men har återuppväckts sedan självständigheten.

## Populärmusik
Populärmusiken består mestadels av jazz, som är den populäraste musikgenren liksom i många andra afrikanska länder. Den är ganska annorlunda jämfört med den jazz som spelas i andra länder. Gumba-gumba är en av de mest framträdande botswanska musikgenrerna, och är en modernare version av folkgrupperna zulus och tswanas etniska musik. Den är grundad i jazzen, men med etniska inslag. "Gumba" är setswana för fest.  Populärmusiken är en stor del av livet och kulturen i Botswana, och kyrkkörer vidareför mycket av populärmusiken i landet. Musiken har ofta influenser från europeiska länder, Sydafrika och USA.

## Modern musik
Kwasa-kwasa är en stor del av den moderna musiken i Botswana, en afrikansk version av rumban. Rumban har bidragit till en mängd populära artister i Botswana, så som Franco Lesokwane, Alfredo Mos af les Africa och Jeff Mathetau. Kwasa-kwasan skiljer sig dock en hel del från rumban, genom att vara långsammare, och mer fokuserad på erotiska rörelser vid höfterna tillsammans med enkla benrörelser. Man har försökt göra den moderna botswanska musiken mer rytmisk.

## Hiphop
Hiphop-musiken i Botswana sprids huvudsakligen genom tv-program och musikgrupper. Hip-hopen har ökat i storlek sedan 2000-talets början. Tidigare kom den mesta populärmusiken från utanför landet, framförallt från Sydafrika och Europa, men i början av 2000-talet blev allt fler inhemska band stora, och en del av dessa var inhemska rappare och diskjockeyer. Stora namn inom genren är P-Side Crew, Draztik, Slim, DJ Sid, Stagga, Orakle, Kast, Scar, Big Dukester, DJ Kels, DJ Moe, Sinewave Production, ARKITEKT, AK, Mista Doe, Bangu A.K.A Gadamit A.K.A Awesomo, The Beat Premiers, Toy-Tik och Konkrete.
Tv-programmet Strictly Hip Hop har betytt mycket för framväxten av genren i landet, och samma sak har skivbolaget Phat Boy gjort.

## Metal
Botswana är en av de största metalnationerna i södra Afrika. Genren är ganska ny i Botswana, men en relativt stark ekonomi och teknisk utveckling har bidragit till genrens tillväxt. Bland de största banden finns Wrust och Metal Orizon. Wrust, bakom sångaren Stux Daemon, är ett av de största metalbanden i södra Afrika. Majoriteten av bandmedlemmarna är svarta, till skillnad från den andra stora metalnationen i södra Afrika, Sydafrika, där majoriteten av metalrockarna är vita. Det finns idag fler än tio metalband i Botswana.
Det äldsta bandet är Metal Orizon, som bildades 1993. Sångaren Slaezah Selaelo berättar att:
| ” | Jag var elva när jag började lyssna på rock på radion, men jag visste inte att det kallades så. Jag var bara en vanlig bondpojke som inte ens hade råd med en kassettbandspelare. Vi brukade träffas hos någon kompis och lyssna tillsammans på band som Boston, Fleetwood Mac, Thin Lizzy och Kiss. | „ |
| – | |   |

Genren började växa fram i huvudstaden Gaborone, och anhängarna kom att kallas för MaRock, setswana för rockfans. Nästa band att skapas var Wrust. Wrust har spelat ihop med band som Entombed och Sepultura. Wrusts texter är brutala och samhällskritiska, och revolterar mot Botswanas överhet och auktoritet, samt handlar ofta om imperialism. Bandet Metal Orizons låtar handlar huvudsakligen om mentalt slaveri.